# Petite arène sportive Loujniki
La Petite Arena sportive du Complexe olympique Loujniki (en russe : Малая спортивная арена Олимпийского комплекса), anciennement Arena mineure du stade central de Lénine (en russe : Малая спортивная арена Олимпийского комплекса), est une arena omnisports de Moscou en Russie. Elle a été construite en 1956.

## Événements
- Les épreuves de volley-ball aux Jeux olympiques d'été de 1980
- La Coupe de Russie de patinage artistique pour les éditions 2002, 2003, 2004, 2006, 2013, 2014 et 2015.